# Makers (Roman)
Makers ist ein Roman von Cory Doctorow. Der Roman wurde im Oktober 2009 veröffentlicht und 2010 für den Prometheus Award nominiert.

## Handlung
Das Buch basiert auf einer Geschichte in der nahen Zukunft von Lester und Perry, zwei Hardware-Hackern, und Suzanne, einer Journalistin. Lester und Perry bauen Geräte um oder drucken mittels 3D-Druckern Dinge aus, um diese zu verkaufen. Kettlewell, der CEO von Kodak und Duracell, wird auf diese aufmerksam und sendet die Journalistin Suzanne vor Ort, um über diese in ihrem Blog zu berichten. Die hergestellten Produkte von Lester und Perry werden dann in großer Menge hergestellt und verkauft. Danach eröffnen Lester und Perry ein interaktives Museum und werden von Disney verklagt. Da sie eine Gegenklage einreichen, gibt es eine außergerichtliche Einigung und Lester wechselt zu Disney, um für sie neue Produkte herzustellen.
Auch Thema ist eine Genbehandlung, welche extrem dicke Menschen wie Lester nehmen können, wenn sie sich das leisten können, und dann werden sie schlank, egal wie viel sie essen. Der Nachteil: sie müssen fortan 10'000 kcal/d oder so essen, da ihr Stoffwechsel so ineffizient geworden ist. Diese Menschen nennen sich "Fatkins" und eine Subkultur entsteht mit eigenen Klubs und Restaurants.
Das Buch ist in vier Akte unterteilt.

## Ausgaben
Der Roman wurde ursprünglich bei HarperCollins im Vereinigten Königreich und bei Tor Books in den Vereinigten Staaten veröffentlicht:
- Cory Doctorow: Makers. Harpercollins UK, 2010 (Taschenbuch) ISBN 978-0-00-732789-8.

Er ist inzwischen auf der Webseite des Autors unter der Lizenz Creative Commons BY-NC-SA frei verfügbar.